# Îles Banks
Pour les articles homonymes, voir Banks.
Les îles Banks (en anglais Banks Islands, en bichelamar Bankis) sont un archipel du Vanuatu situé en mer de Corail. L'archipel forme avec les îles Torrès la province administrative de Torba. Vanua Lava, l'île principale, se trouve à 116 km au nord-nord-est de l'ile Espiritu Santo. Gaua, la deuxième en superficie, abrite le lac Letas, le lac le plus vaste du Vanuatu.  Les douze îles et îlots d’origine volcanique sont habités par 8 533 habitants.

## Géographie
L’archipel des Banks est constitué des îles suivantes, îles volcaniques et quelques îlots calcaires, du nord au sud :
- Ureparapara ;
- les îles Rowa (ou Roua, ou encore Reef Islands) : atoll autrefois habité, aujourd’hui désert ;
- Vot Tande, ou Vétaounde : îlot inhabité ;
- Mota Lava ou Motalava et l’îlot Ra ;
- Vanua Lava et les îlots Kwakéa et Ravenga ;
- Mota ;
- Gaua, dont le point culminant, le mont Gharat, est un volcan actif ;
- Mere Lava ou Merelava, et l’îlot Merig.

## Langues
Malgré sa population relativement faible, l’archipel présente une grande diversité linguistique : on y recense en effet quinze langues vernaculaires (dont quatre sont éteintes ou en danger) :
- Ureparapara : lehali et löyöp ;
- Mota Lava : mwotlap et volow (éteint) ;
- Vanua Lava : vurës, vera’a, mwesen et lemerig (ces deux derniers étant en danger) ;
- Mota : mota ;
- Gaua : nume, dorig, koro, olrat (menacé), lakon ;
- Mere Lava : mwerlap.

## Société
La société des îles Banks a été étudiée en profondeur par Robert Codrington (en) et par Bernard Vienne.
L'évangélisation anglicane à partir de 1850 a participé à la modification des cultures, mais n'a pas empêché leur préservation – au contraire, par exemple, des zones évangélisées par l'église presbytérienne. La société des îles Banks préserve ainsi, pendant environ un siècle, un système de grade avec rituels, le Suqe; ainsi que les sociétés secrètes (tamate en langue mota). Les figures de la mythologie locale sont évoquées par certains tatouages corporels traditionnels, ainsi que des danses coutumières (du Serpent de mer, de Qat).
Jean Guiart (2011:52) évoque des murs cyclopéens sur l'île de Merlav, de larges terrasses dallées, déjà décrits par Robert Codrington (en) (1830–1922), peut-être détruits par le volcanisme.
L'économie est essentiellement vivrière (igname, taro, manioc, coco, pêche), avec coprah, kava. 
L'écotourisme est prometteur : volcanisme, environnement marin, danses coutumières.